# St. Stephanus (Schwendi)

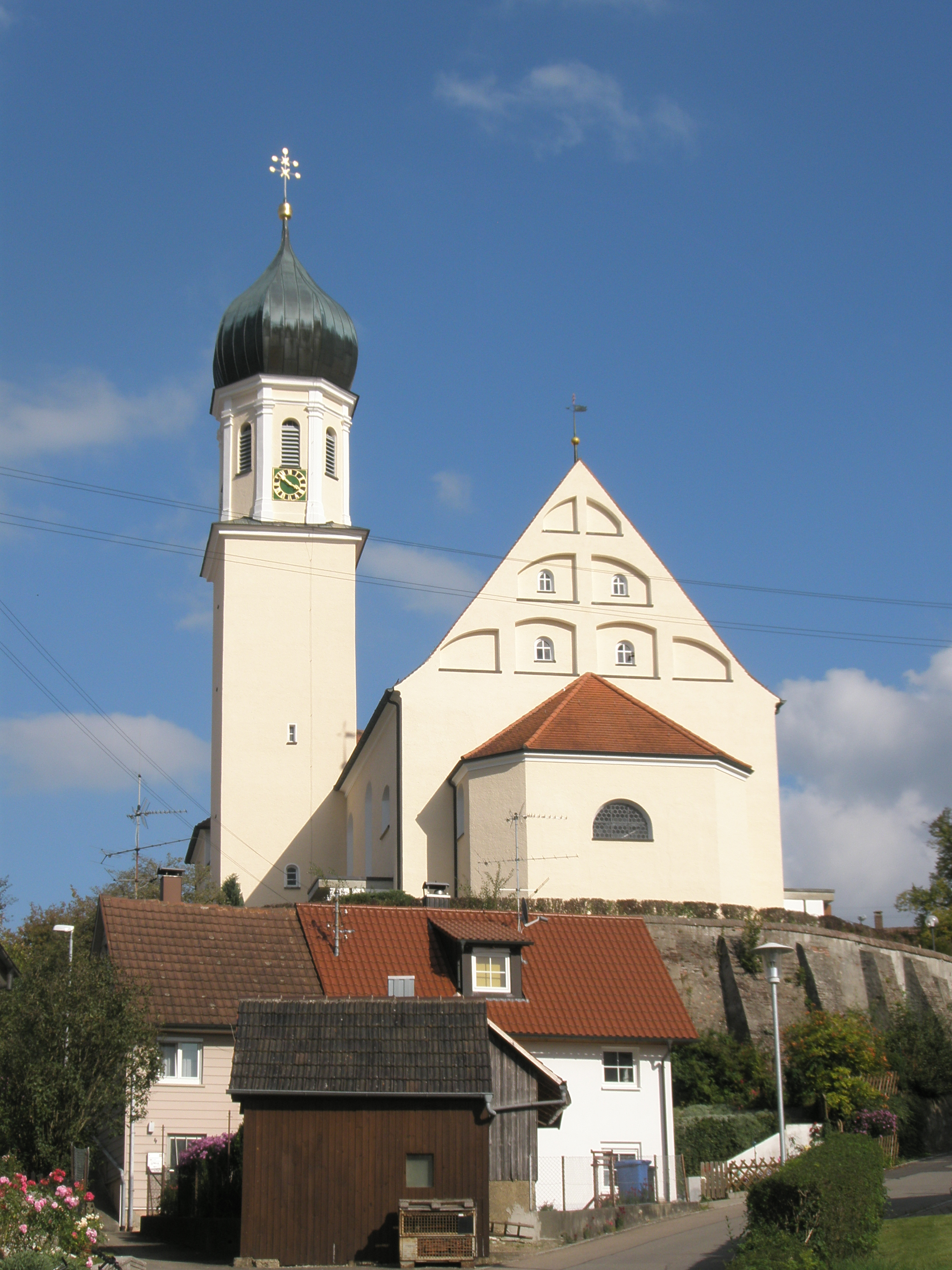
Die Pfarrkirche St. Stephanus

Die Kirche St. Stephanus ist die im Jahre 1561 errichtete Pfarrkirche in der Gemeinde Schwendi im Landkreis Biberach in Oberschwaben. Die barocke Ausstattung geht auf die Zeit um 1730 zurück. Um das Maria-Hilf-Bild entstand im 17. Jahrhundert eine Wallfahrt. Die Pfarrkirche gehört zur Seelsorgeeinheit Schwendi im Dekanat Biberach in der Diözese Rottenburg-Stuttgart.

## Geschichte und Ausstattung der Kirche

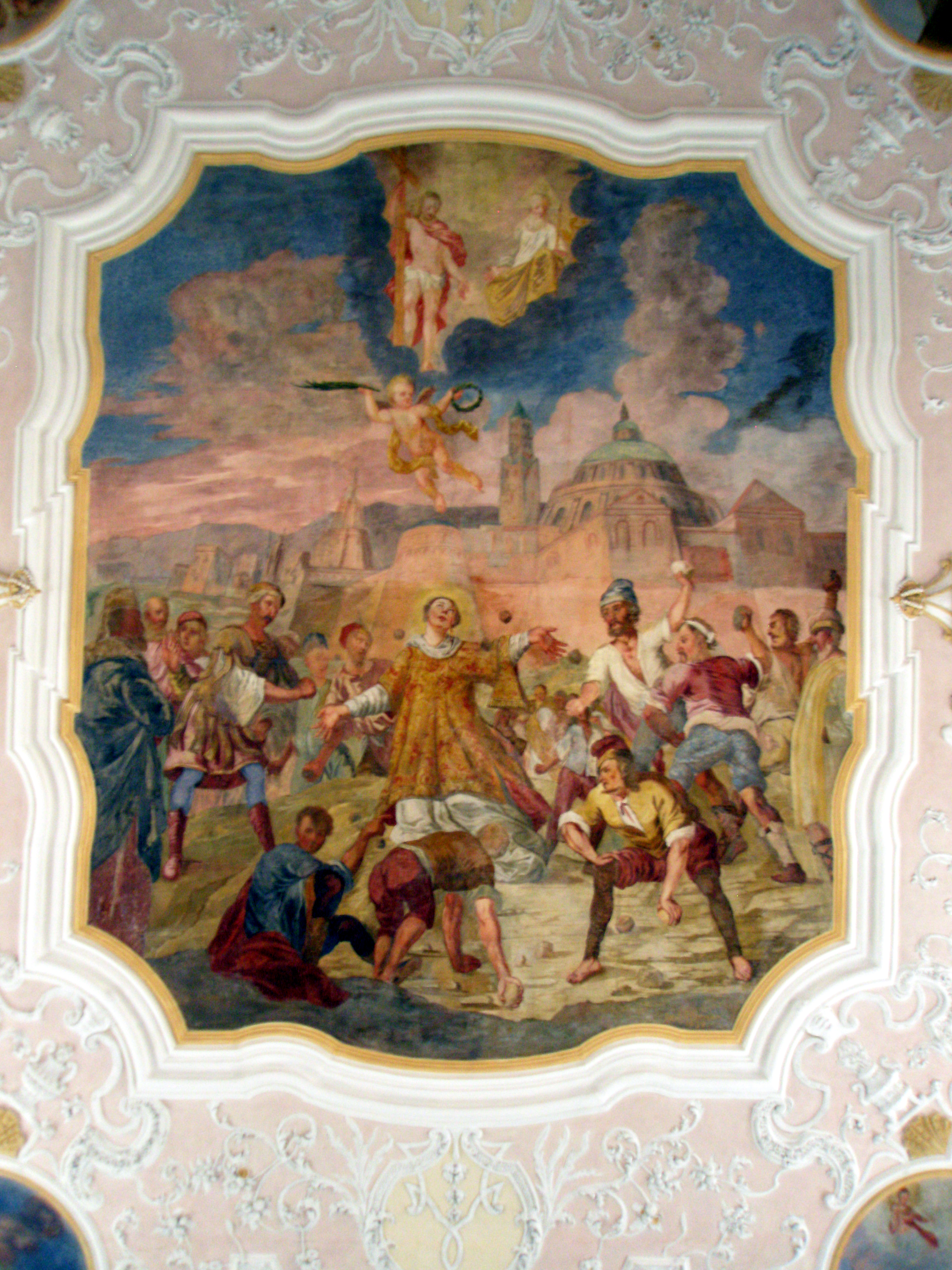
Die Steinigung des Heiligen Stephanus.

Die Kirche, nördlich der Ortsmitte an der Hauptstraße liegend, wurde von Marquard von Schwendi († 1564) auf dem Burgrest Schwendi errichtet, der Grundstein gibt die Jahreszahl 1561 als Erbauungsjahr an. Bis zu dem Zeitpunkt war die Annakapelle in der Ortsmitte die Pfarrkirche von Schwendi. Von der ursprünglichen Ausstattung ist nur der achteckige, von Engeln getragene Taufstein erhalten geblieben, der im Altarraum der Kirche steht. Ebenfalls aus dem 16. Jahrhundert stammen die Grabdenkmäler der Freiherren Wilhelm von Schwendi († 1558), Marquard von Schwendi († 1564) und Hans von Schwendi († 1539) in der Josephskapelle, einer Seitenkapelle der Kirche.
Die Kirche ist eine Saalkirche mit kreuzförmigem Grundriss. Der quadratische Glockenturm steht im Nordwesten und wurde im 18. Jahrhundert erhöht. In den Jahren 1723–1734 erhielt die Kirche ihre barocke Ausstattung. Die Fresken stammen von dem Bucher Barockmaler Johann Martin Sauter: Die Deckengemälde im Altarraum der Kirche sind dem Kirchenpatron Sankt Stephanus gewidmet, das Hauptgemälde zeigt die Steinigung des ersten christlichen Märtyrers vor der Stadt Jerusalem. Das Hauptfresko im Langhaus der Kirche zeigt die Auffindung des Kreuzes Christi.
Der figürliche Schmuck der Kirche wurde von dem Bildhauer Dominikus Hermengild Herberger angefertigt. Besonders sehenswert ist die Kanzel mit den allegorischen Figuren der damals bekannten vier Erdteile: Afrika (Rauchfass), Amerika (Bogen, Köcher), Asien (Turban, Krummschwert) und Europa (Kaiserkrone, Zepter).
Im Mittelpunkt des Hochaltars und damit des gesamten Kirchenraums befindet sich das Gnadenbild Mariahilf. Auf dem rechten Seitenaltar steht die älteste Skulptur der Kirche. Die spätgotische Pietà (um 1490) befand sich früher in der Bergkapelle an der Straße in Richtung Großschafhausen.
In den Jahren 1970–1973 wurde die Kirche umfassend renoviert. Der Mittelgang fiel weg, stattdessen wurde das Kirchengestühl als Block aufgestellt. In Anpassung an die Liturgiereform wurde ein neuer Altar, ein sogenannter Volksaltar aus Bronze mit Steinplatte aufgestellt.

### Die Maria-Hilf-Wallfahrt

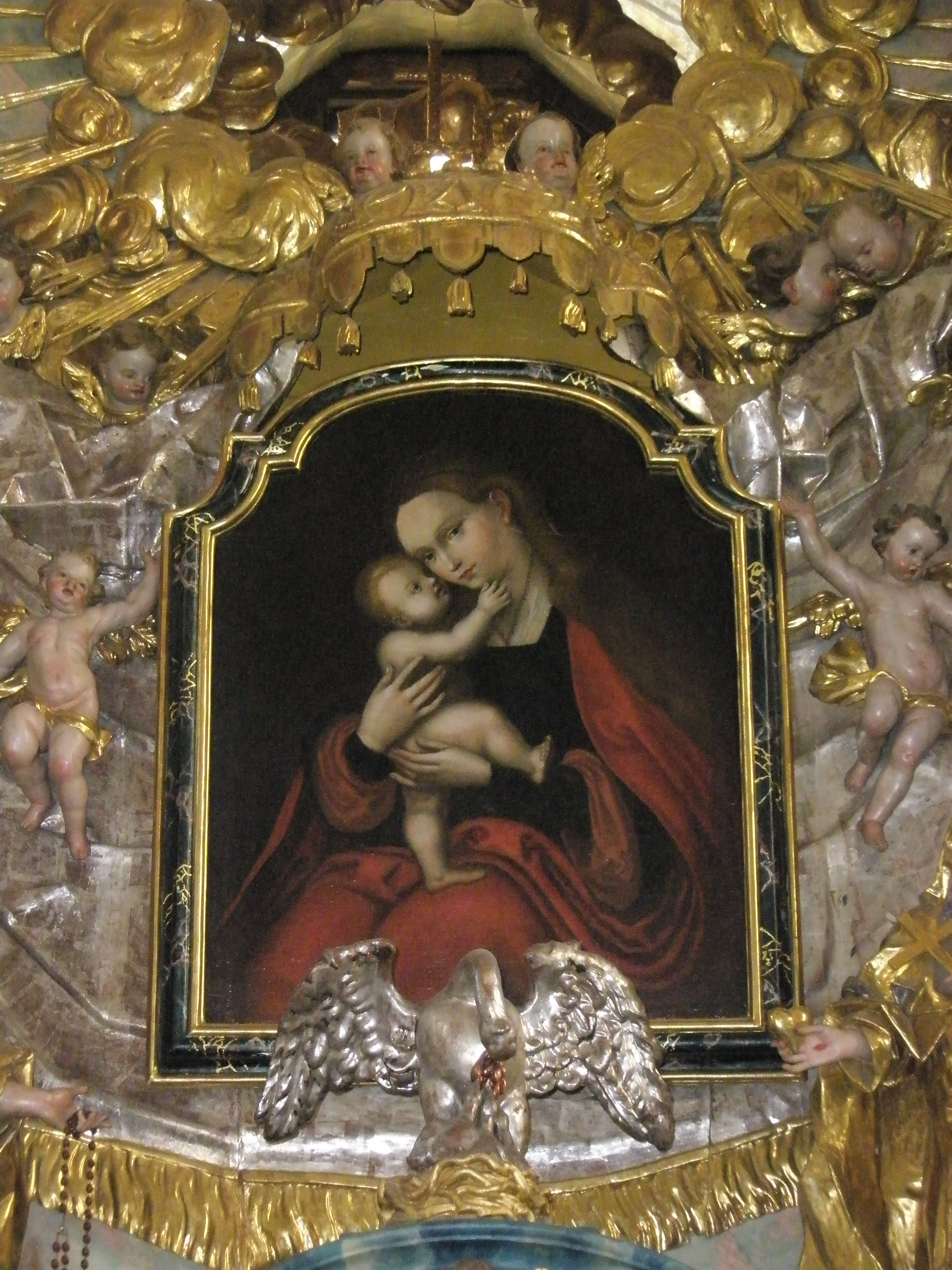
Das Gnadenbild Mariahilf.

Marquard von Schwendi (1574–1634), Enkel des gleichnamigen Erbauers der Kirche, gilt als Stifter der Maria-Hilf-Wallfahrt in Schwendi. Er war Bistumsverweser und Domdekan des Fürstbischofs Leopold V. in Passau. Um 1620 beauftragte er den Passauer Künstler Pius, zwei Kopien des Maria-Hilf-Gemäldes von Lucas Cranach des Älteren aus der Zeit um 1537 anzufertigen. Nachdem Marquard bereits in Passau eine Kapelle mit Mariengnadenbild gestiftet hatte (heute Wallfahrtskirche Mariahilf), ließ er 1634 die zweite Kopie nach Schwendi überführen. Für das Maria-Hilf-Bild wurde 1656 ein eigener Altar geweiht, nach der Barockisierung der Kirche nahm das Gemälde seinen zentralen Platz in der Mitte des Hochaltars ein.
Der Wallfahrtstag war am 2. Juni, dem Fest Mariä Heimsuchung. An diesem Tag pilgerten die Gläubigen der Nachbargemeinden nach Schwendi. Die Wallfahrt verlor im Zuge der Reformbestrebungen des Kaisers Joseph II. an Bedeutung, ab 1807 wurde das Fest per Dekret auf den ersten Sonntag im Juni verlegt. Bis 1970 zogen die Gläubigen an diesem Tag in einer feierlichen Prozession durch den Ort. Das Schwanenfest, das der Musikverein Rota Schwendi jedes Jahr am ersten Juniwochenende veranstaltet, geht auf das Wallfahrtsfest zurück. Seit einigen Jahren gibt es Bestrebungen, auch die kirchliche Wallfahrt wiederzubeleben.

### Das Kreuzpartikel

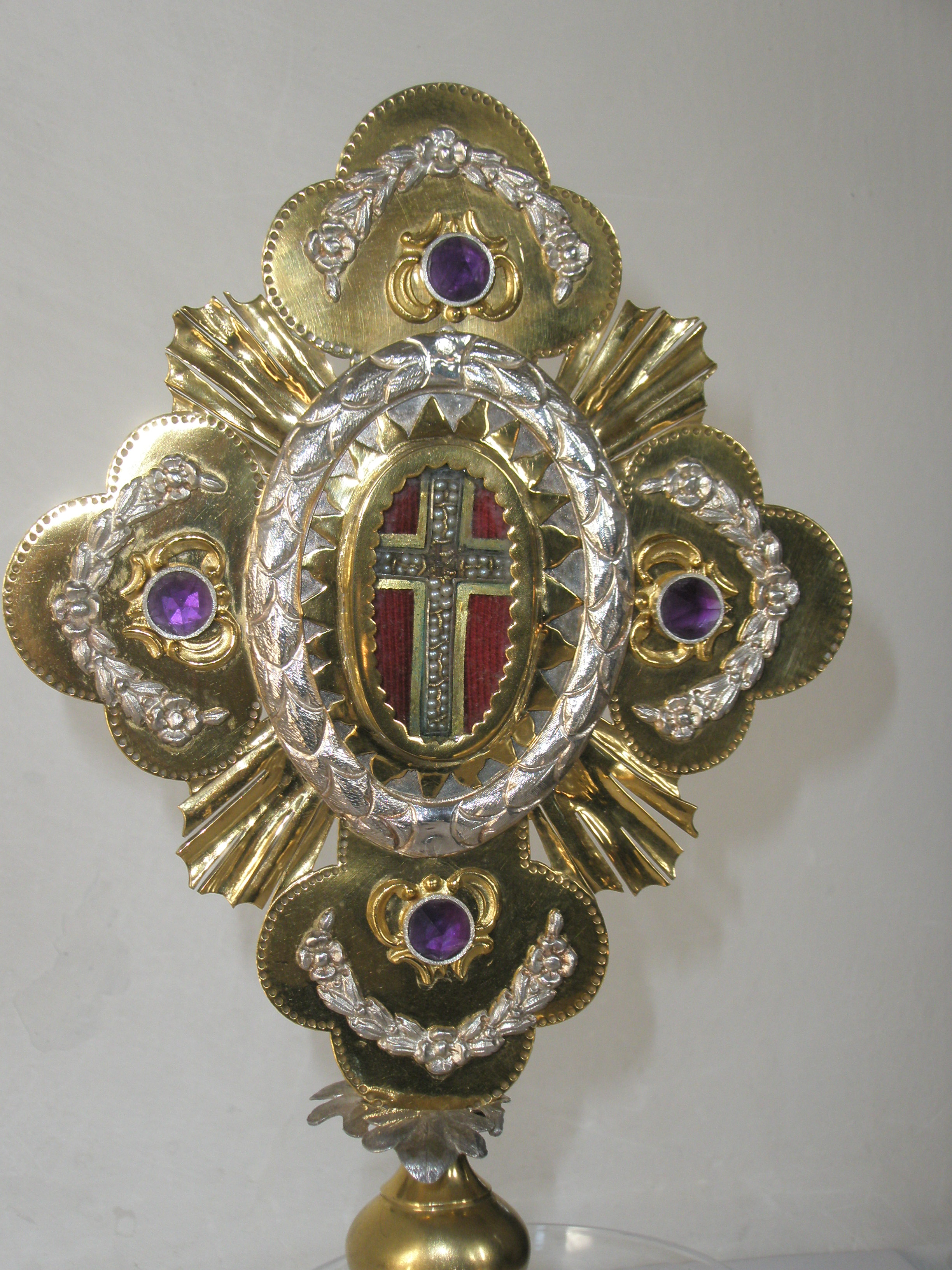
Das Wetterkreuz mit dem Kreuzpartikel (Mitte).

Die Schwendier Pfarrgemeinde ist seit dem 17. Jahrhundert im Besitz eines Kreuzpartikels, das angeblich vom Kreuz Christi stammt. Der wenige Millimeter große Holzsplitter ist an dem Wetterkreuz angebracht. Die Reliquie stammt aus der Kirche in Mindelzell (heute Kreis Günzburg), wo sie 1690 von einer Räuberbande gestohlen wurde. Die Diebe wurden im Schwendier Wald aufgespürt, drei von ihnen in den Gefängnisturm der Schwendier Herrschaft gesperrt und 1692 auf dem Schwendier Galgenberg hingerichtet.
Die Mindelzeller verlangten die Rückgabe des Kreuzpartikels, die Gräfin Johanna von Oettingen-Spielberg, geborene von Schwendi, forderte Geld. Am Ende wurde das Kreuzpartikel geteilt, ein Splitter wurde 1691 in die Schwendier Pfarrkirche überführt. In der Pfarrkirche erinnert ein Fresko am Chorbogen an die Entdeckung der Räuber. Darauf ist eine Eiche zu sehen, in die ein Blitz fährt, darunter drei flüchtende Räuber, die das Kreuzpartikel zurücklassen.